# Малиновка (Белебеївський район)
Мали́новка (рос. Малиновка, башк. Малиновка) — присілок у складі Белебеївського району Башкортостану, Росія. Адміністративний центр Малиновської сільської ради.
Населення — 440 осіб (2010; 459 в 2002).
Національний склад:
- росіяни — 42 %